# Bruises (Train)
Bruises è una canzone della rock band statunitense Train tratta dal sesto album, California 37, ed eseguita insieme alla cantante country Ashley Monroe. Ufficialmente è stata pubblicata il 4 novembre 2012 come il terzo singolo tratto dall'album.

## Video musicale
Il 12 novembre 2012 è stato pubblicato su YouTube il video ufficiale del brano, diretto da Alan Ferguson. Il video vede come protagonista i due cantanti, che non appaiono mai, durante tutto il video, insieme nella stessa scena. Il video inizia con il cantante Pat Monahan seduto nel suo pullman privato a guardare vecchie foto. Intanto vi si alternano scene della cantante Ashley Monroe, che suona la chitarra. Successivamente, Monahan scende dal pullman e entra in un anfiteatro dove la sera si svolgerà il suo concerto. Si alternano nel frattempo scene della cantante che guarda anch'essa le proprie foto, stende o gioca con i suoi figli. Successivamente si svolge il concerto della band, e contemporaneamente anche quello di Ashley Monroe. Durante tutto il video vengono alternate anche riprese degli altri componenti della band, Jimmy Stafford e Scott Underwood, mentre suonano.
Il video è stato girato nel Red Rocks Park in Colorado.

## Lista delle tracce
- Stati Uniti

1. "Bruises" (featuring Ashley Monroe) – 3:52

- Canada[3]

1. "Bruises" (featuring Marilou) – 3:50
2. "Bruises" (featuring Marilou) (French version) – 3:50

## Classifiche
| Classifica (2012-13)                          | Posizione più alta |
| --------------------------------------------- | ------------------ |
| Canada (Billboard Billboard Canadian Hot 100) | 59                 |
| Canada (Billboard AC)                         | 18                 |
| Canada (Billboard CHR/Top 40)                 | 46                 |
| Canada (Billboard Hot AC)                     | 47                 |
| Olanda (Dutch Top 40)                         | 30                 |
| Regno Unito (Official Charts Company)         | 169                |
| Stati Uniti (Billboard Hot 100)               | 79                 |
| Stati Uniti (Billboard Country Airplay)       | 44                 |
| Stati Uniti (Billboard Country Songs)         | 23                 |
| Stati Uniti (Billboard Adult Top 40)          | 11                 |
| Stati Uniti (Billboard Adult Contemporary)    | 16                 |